# موراویا (آیووا)
موراویا (به انگلیسی: Moravia) شهری در ایالت آیووا کشور ایالات متحده آمریکا است که جمعیت آن در سرشماری سال ۲۰۱۰ میلادی، ۶۶۵ نفر بوده‌است.